# Eichel
Pour les articles homonymes, voir Eichel.
L'Eichel (prononcé : /aj.ʃəl/ ; en allemand : /aɪ.ʃl/) est une rivière française qui coule en Alsace bossue dans la région Grand Est. C'est un affluent de la Sarre en rive droite, et donc un sous-affluent de la Moselle puis du Rhin.

## Géographie
L'Eichel nait de plusieurs sources des Vosges du Nord qui confluent à la Frohmuhl via la Spiegelbach et la Donnenbach ; elle se jette dans la Sarre à Herbitzheim, à 200 m d'altitude, à la limite du département de la Moselle.
Le bassin versant s'allonge du sud-est au nord-ouest sur quelque 25 km ; la partie bas-rhinoise est large de 10 à 15 km, le bassin total de 20 à 25 km. Il couvre une superficie d'environ 180 km2 dans le Bas-Rhin, 288,5 km2 au total.
Au milieu de son cours, en amont et en aval de Diemeringen, elle reçoit plusieurs grands affluents : le Grentzbach, le Morstbach et le Buttenbach.
Les plus importants, le Grentzbach et le Buttenbach, prennent leur source en Moselle, dans les régions de Saint-Louis-lès-Bitche et Rohrbach-lès-Bitche. Ainsi pour certains aspects, le champ d'investigations est étendu à la partie mosellane et couvre la totalité du bassin versant hydrologique.

### Communes et cantons traversés
- Bas-Rhin[3],[1] : La Petite-Pierre, Petersbach, Struth, Hinsbourg, Frohmuhl, Tieffenbach, Weislingen, Waldhambach, Adamswiller, Mackwiller, Diemeringen, Lorentzen, Domfessel, Vœllerdingen, Œrmingen et Herbitzheim ;
- Moselle : Kalhausen.

## Affluents
- Vierackergraben
- Ottwillergraben
- Langmattgraben
- Grentzbach
- Morstbach
- Buttenbach
- Erlenbach
- Buchlach
- Pfaffenlach
- Limbach
- Lutterbach
- Tiefgraben[3],[1]

## Hydrologie
L'Eichel est une rivière du plateau lorrain traversant l'Alsace bossue à l'ouest des Vosges du Nord. 

### L'Eichel à Oermingen
Son débit a été observé depuis le 1968 à Œrmingen, à 210 m d'altitude, localité du département du Bas-Rhin située peu avant son confluent avec la Sarre. Le bassin versant de la rivière y est de 277 km2 (soit sa presque totalité qui fait 288,5 km2[réf. nécessaire]).
Le module de la rivière à Oermingen est de 2,81 m3/s.
L'Eichel présente des fluctuations saisonnières de débit peu marquées, du moins en comparaison de la moyenne lorraine. Les hautes eaux se déroulent en hiver et s'accompagnent de débits mensuels moyens de 4,41 à 5,37 m3/s, de décembre à mars inclus (avec un maximum en février). Dès fin mars, le débit baisse progressivement jusqu'aux basses eaux d'été, qui ont lieu de début juin à fin septembre, et entraînent une baisse du débit moyen mensuel allant jusqu'à 1,28 m3/s au mois d'août, ce qui reste très confortable, il est vrai. Mais les fluctuations sont bien plus prononcées sur de plus courtes périodes ou selon les années.

### Étiage ou basses eaux
Ainsi à l'étiage, le VCN3 peut chuter jusque 0,170 m3/ss, en cas de période quinquennale sèche, soit 170 litres par seconde, ce qui n'est cependant pas vraiment sévère.

### Crues
Les crues peuvent être très importantes compte tenu de la petitesse de la rivière et de l'exiguité de son bassin. Les QIX 2 et QIX 5 valent respectivement 55 et 90 m3/s. Le QIX 10 vaut 110 m3/s, tandis que le QIX 20 se monte à 140 m3/s. Enfin le QIX 50 est de 160 m3/s.
Le débit instantané maximal enregistré à Oermingen a été de 158 m3/s le 25 février 1997, tandis que la valeur journalière maximale était de 135 m3/s le 3 novembre 2000. Si l'on compare la première de ces valeurs aux différents QIX exposés plus haut, l'on constate qu'il s'agissait d'une crue d'ordre cinquantennal, donc assez exceptionnelle.

### Lame d'eau et débit spécifique
L'Eichel est une rivière assez abondante, bien alimentée par des précipitations suffisantes sur le piémont vosgien. La lame d'eau écoulée dans son bassin versant est de 321 millimètres annuellement, ce qui est assez élevé, un peu supérieur à la moyenne d'ensemble de la France. Le débit spécifique de la rivière (ou Qsp) atteint le chiffre de 10,1 litres par seconde et par kilomètre carré de bassin.